# روبن سيميدو
روبن أفونسو بورخيس سيميدو (بالبرتغالية: Rúben Afonso Borges Semedo‏) (من مواليد 4 أبريل 1994) هو لاعب كرة قدم برتغالي محترف يلعب كمدافع مركزي أو لاعب خط وسط دفاعي في نادي الخور القطري و والمنتخب البرتغالي.